# Landstuhl
Landstuhl (phát âm tiếng Đức: [ˈlantʃtuːl]) là một đô thị ở tây nam nước Đức. Đô thị Landstuhl có diện tích 15,34 km². Đô thị này thuộc huyện Kaiserslautern, ở Rheinland-Pfalz, nước Đức. Đô thị Landstuhl có diện tích km². Landstuhl nằm ở tây bắc rìa rừng Pfalz, cự ly khoảng 10 km về phía tây của Kaiserslautern.